# 利奧波德勳章 (奧地利)
奥地利利奥波德帝国勋章（德語：  Österreichisch-kaiserlicher Leopold-Orden) 是 1808 年 1 月 8 日由奥地利的弗朗茨一世创立。该勳章的章程只规定了三个等级：大十字、指挥官和骑士。在战争期间，与其他奥地利和后来的奥匈帝国勋章一样，會加上交叉雙剑以用来奖励受勳者面对敌人时的勇敢。
1901 年 2 月 1 日的一项帝国法令宣布，未来高级等级将分为两个单独的奖项。从此以后，等级分为大十字、一等、指挥官、骑士四个等级。
直到 1884 年 7 月 18 日，该勋章的授予能使接受者（如果他尚未达到该地位的話）有权被提升到與之相符的贵族等级，以下是勳章等級以及貴族等級的對照表：
- 大十字：枢密院顾问
- 指挥官：男爵
- 騎士(Knight)：騎士(Ritter)

## 徽章
大十字勋章和一等勋章成员都（在正式场合）佩戴他们的徽章，腰带上的徽章系在蝴蝶结上，胸前分别有一个八角星和一个四角星。 大十字級會比一級大一些，腰带的宽度也是如此。指挥官等級的徽章戴在脖子上，並悬挂在52毫米宽的勳帶上；而骑士級則是將他的徽章戴在左胸的三角形缎带上。

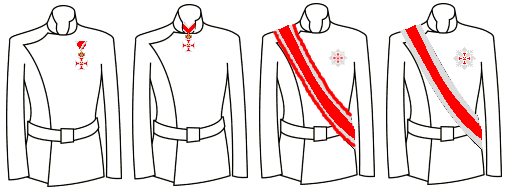
1901年後利奧波德勳章的佩戴方式

徽章是由一个红色珐琅金十字架和白色珐琅镶边组成。徽章的正面在红色珐琅背景上显示金色的首字母FIA 。该勳章的格言是INTEGRITATI ET MERITO(誠信和應得的)和OPES REGUM CORDA SUBDITORUM(財主民心) 。骑士級的缎带是红色的，带有两条白色的窄侧条纹。徽章的十字架上方有一顶金色的皇冠。
大十字勋章也可以授予钻石；从1808年到1918年，只有四人获此殊荣。最后一位获奖者恩斯特·格拉夫·冯·席尔瓦-塔鲁卡 (Ernst Graf von Silva-Tarouca ) 于 1918 年 11 月 11 日被授予勋章，当时奥地利的查理一世已退出公共事务。 1918 年以后，该勋章不再颁发。
| 略勳圖示 | 略勳圖示 | 略勳圖示 | 略勳圖示 |
| -------- | -------- | -------- | -------- |
|          |          |          |          |
| 騎士級   | 指揮官   | 第一級   | 大十字級 |

## 知名获奖者
- Karl Samuel Grünhut[1]
- 谢尔盖·维特
- Josef Jungmann

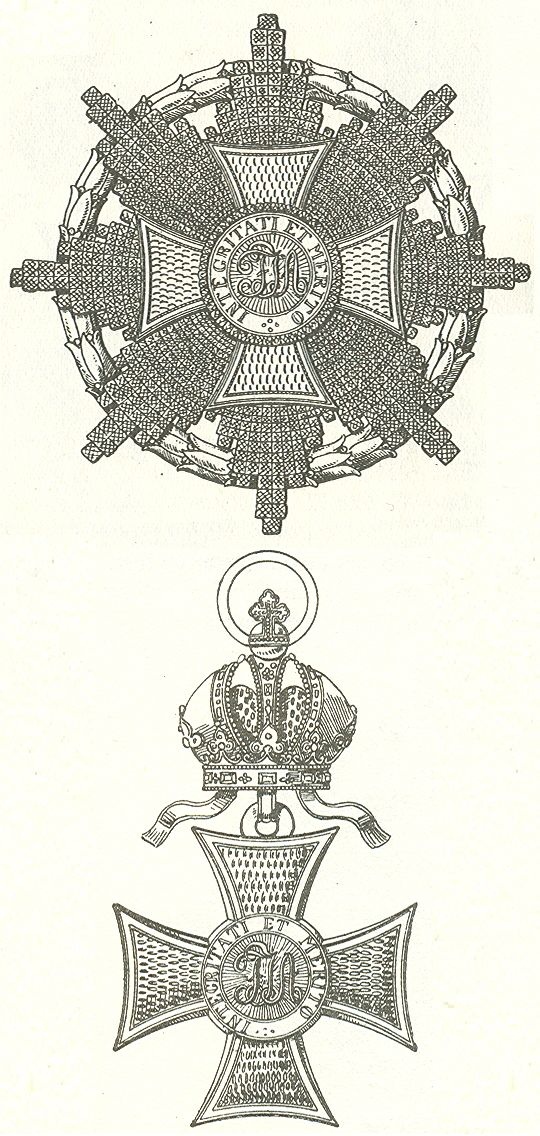
胸章和徽章

- 格奥尔格·冯·特拉普海軍少校，著名的馮·特拉普家族之父，電影《音乐之声 》的靈感來源。於第一次世界大战期間，他作為潛艇指揮官在亚得里亚海被賦予了擊沉13艘艦艇的命令。

## 查看更多
- 贵族
- 骑士勋章
- 利奧波德勳章 (比利時) (同名勳章)
- 奥匈帝国勋章、勋章和奖章